# 孟康
孟 康（もう こう）は、中国の小説で四大奇書の一つである『水滸伝』の登場人物。
梁山泊第七十位の好漢で、地満星の生まれ変わり。渾名は玉旛竿（ぎょくはんかん）で、玉の旗竿を意味し、色白ですらりとした長身の持ち主だったことに由来する。元は飲馬川第三位の山賊で、弩の使い手だが、船大工という前歴を活かし、梁山泊の大小様々な船舶の建造を一手に任された。梁山泊は黄河に面し、周囲を湖に囲まれた水郷であるため、孟康の造船技術は梁山泊に大いに貢献した。またそれまで梁山泊には本職の船大工がおらず、本格的な軍船の類は建造できなかったため、孟康が加わってから大規模な遠征が可能になった。

## 生涯
孟康は真定府出身の船大工で、その腕前は評判だったが、花石綱運搬の大型船の建造を命じられた際、仕事をせかす朝廷の監督官の横暴に耐えかね、これを殺害して逃亡、飲馬川で盗賊の鄧飛と仲間になり、山賊になる。後に、無実の罪で流罪されかかっていた孔目（裁判官）裴宣を救出し、塞主に据えた。ある時、鄧飛の旧知である楊林と梁山泊の好漢である戴宗と出会う。戴宗たちは、薊州に里帰りしたきり戻らない仲間である公孫勝を探しに行く途中だったが、梁山泊の評判を聞いていた孟康たちは仲間に加えてもらうように約束し、2人が梁山泊に戻るのについて行って、梁山泊に入山した。
梁山泊入山後は船大工としての腕を買われ、大小船舶建造の責任者となり、裏方ながら梁山泊に欠かせぬ人材として活躍、また水軍の一員としてもたびたび出陣した。百八星集結後も同じ部署を担当、朝廷に帰順した後も同様の仕事をする。方臘征伐で睦州の水戦に加わった際、敵の流してきた火筏で味方が潰走、孟康も水中に飛び込んで逃げ出そうとするが、敵の火砲が炸裂して頭部を直撃、兜ごと頭を粉微塵に砕かれて即死した。